# Divisione di Bland
La divisione di Bland era una divisione elettorale australiana nello stato del Nuovo Galles del Sud. Fu creata nel 1900 ed era una delle prime 75 divisioni usate durante le prime elezioni federali; il suo nome era dedicato a William Bland, un dottore attivo in politica nel Nuovo Galles del Sud. Fu abolita nel 1906. Questa divisione vide l'elezione unicamente di Chris Watson, primo leader del Partito Laburista Australiano e 1º primo ministro laburista.

## Deputati
| Deputato | Deputato     | Partito   | Periodo   |
| -------- | ------------ | --------- | --------- |
|          | Chris Watson | Laburista | 1901–1906 |